# Klipka čtyřoká
Klipka čtyřoká (Chaetodon capistratus) je ryba z čeledi klipkovitých, která obývá západní část Atlantiku od Massachusetts přes Karibské moře po severní pobřeží Jižní Ameriky. Vyskytuje se v mělkých pobřežních vodách do hloubky dvaceti metrů a v okolí korálových útesů. Má diskovitě zploštělé tělo dosahující délky okolo 10 až 15 centimetrů a trubicovitě prodloužená ústa, která jí umožňují proniknout do různých skulin. Základní zbarvení je světle šedé až nažloutlé, s tmavšími pruhy. Klipky čtyřoké jsou všežravé, většinu jejich potravy tvoří drobní bezobratlí živočichové. Jsou agresivním teritoriálním druhem, který vytváří páry na celý život. Patří k populárním akvarijním rybkám, dožívají se až deseti let.
Název tomuto druhu dala velká kulatá černá skvrna s bílým lemováním u kořene ocasní ploutve. Její účel bývá spatřován v obraně před predátory: skutečné oko je zpravidla maskováno tmavým svislým pruhem, ryba tím odvádí případný útok dravce na opačnou stranu a má proto větší šanci uniknout. Německý biolog Hans W. Fricke s tímto vysvětlením nesouhlasí: uvádí, že případy, kdy falešné oko zachránilo klipce život, byly pozorovány jen velmi zřídka; primárním účelem skvrny je podle něj napomáhat ve vnitrodruhové komunikaci. Velikost a sytost barvy „oka“ má zastrašit konkurenty a při ritualizovaných soubojích o území, které jsou mezi klipkami časté, si soupeři vzájemně narážejí do skvrn a skutečné oko je díky tomu chráněno před poraněním.